# 一条冬経
一条 冬経 （いちじょう ふゆつね ）は、江戸時代中期の公卿。官位は従一位・関白及び摂政。初名は内房（うちふさ）、晩年には兼輝（かねてる）と称する。円成寺と号した。

## 概要
霊元天皇の第一の側近であり、近衛基熙と権勢を争った。官位は従一位・関白及び摂政。父は、右大臣一条教輔。

## 人物
慶安5年（1652年）4月13日、右大臣一条教輔の子として生まれる。母は備前国岡山藩主池田光政（左近衛権少将）の娘・通姫。
万治3年（1660年）3月22日に正五位下に叙爵し、23日に元服した。27日にはじめて昇殿して後西天皇に拝謁。このときに左近衛少将に任命され、禁色を許された。12月24日には従四位上に昇進。寛文元年（1661年）1月11日に左近衛中将に就任し、さらに12月24日には権中納言となる。寛文3年（1663年）1月12日には正三位権大納言。寛文7年（1667年）12月22日に勅授帯剣を許された。寛文8年(1668年)12月22日、従二位。寛文9年(1669年)11月9日に右大将を兼務。12月25日には右馬寮御監に就任した。寛文11年（1671年）1月30日、徳大寺実維が内大臣を辞職したため、閏6月29日に代わって内大臣に就任(時に21歳)。延宝元年（1673年）4月17日、正二位に昇進し、延宝3年（1675年）9月19日、右近衛大将から左近衛大将に転じた。延宝4年（1676年）8月23日、左近衛大将を辞職。さらに延宝5年（1677年）12月24日には右大臣となった(26歳)。延宝8年（1680年）、冬経と改名。
天和2年（1682年）2月18日、鷹司房輔が関白を辞職した。朝廷序列の順序を考えれば、左大臣である近衛基熙を関白に任命すべきであったが、霊元天皇は基熙を疎み、慣例を無視して2月24日に右大臣の冬経を従一位関白・藤氏長者に任命するという異例の人事を強行した。以降、霊元朝は冬経対基熙という構図となり、宮廷内での暗闘が始まった。貞享4年（1687年）1月23日には皇太子朝仁親王（後の東山天皇）の元服に際して加冠役を務めた。3月21日、年少の東山天皇の即位により関白から摂政に転じた。だが、霊元上皇が院政を開始した事によりこれに反対する幕府との確執が生まれ、上皇と幕府の対立が始まる。元禄2年（1689年）3月27日に天皇の成長に伴い再び摂政から関白に転じたが、元禄3年（1690年）1月13日幕府と結んだ基熙に関白の座を追われた。その後、元禄7年（1694年）に従一位、元禄11年（1698年）に兼輝（かねてる）と改名するが、この頃より中風に悩まされるようになる。宝永2年（1705年）に死去。家督は養子の兼香（鷹司房輔の子）に譲った。
蔵書家、神道の研究家としても知られ、特に山崎闇斎の垂加神道を庇護し、吉田神道を支持する近衛基熙との対立の一因にもなった。

## 家族・親族
- 正室：光姫 - 徳川光貞娘
- 継室：亀姫 - 森長継娘
- 継々室：山科言行娘[2]
- 養子
  - 一条兼香（実父は鷹司房輔）
- 生母不詳の子女
  - 女子：久我惟通室

## 系譜

### 一条家
一条家は、九条道家の子である一条実経を始祖とし、摂家の一つであった。

### 皇室との関係
後陽成天皇の男系三世子孫である。後陽成天皇の第九皇子で一条家を継いだ一条昭良の男系後裔。

詳細は皇別摂家#系図も参照のこと。